# Geigerův–Müllerův počítač

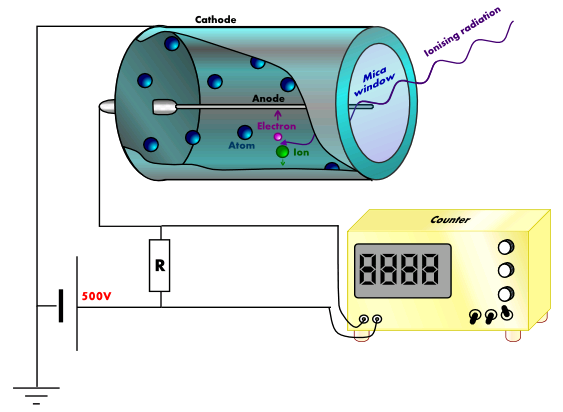
Schematický nákres Geigerova–Müllerova počítače

Geigerův–Müllerův počítač (také Geigerův–Müllerův čítač či Geigerův–Müllerův detektor) je detektor ionizačního záření (především gama, ale i beta a alfa).

## Popis
Měřící část počítače je tvořena trubicí a vláknem obklopeným plynem. Vodiče jsou pod vysokým napětím 100 – 1000 V. Částice prolétávající plynem naráží do jeho atomů a vytváří z nich ionty a elektrony. Elektrony dopadající na anodu jsou poté registrovány jako impulzy. Protože však vzniklé ionty získávají v elektrickém poli energii dostatečnou k ionizaci dalších atomů nebo molekul, je potřeba dalšími prostředky tuto reakci zhášet.

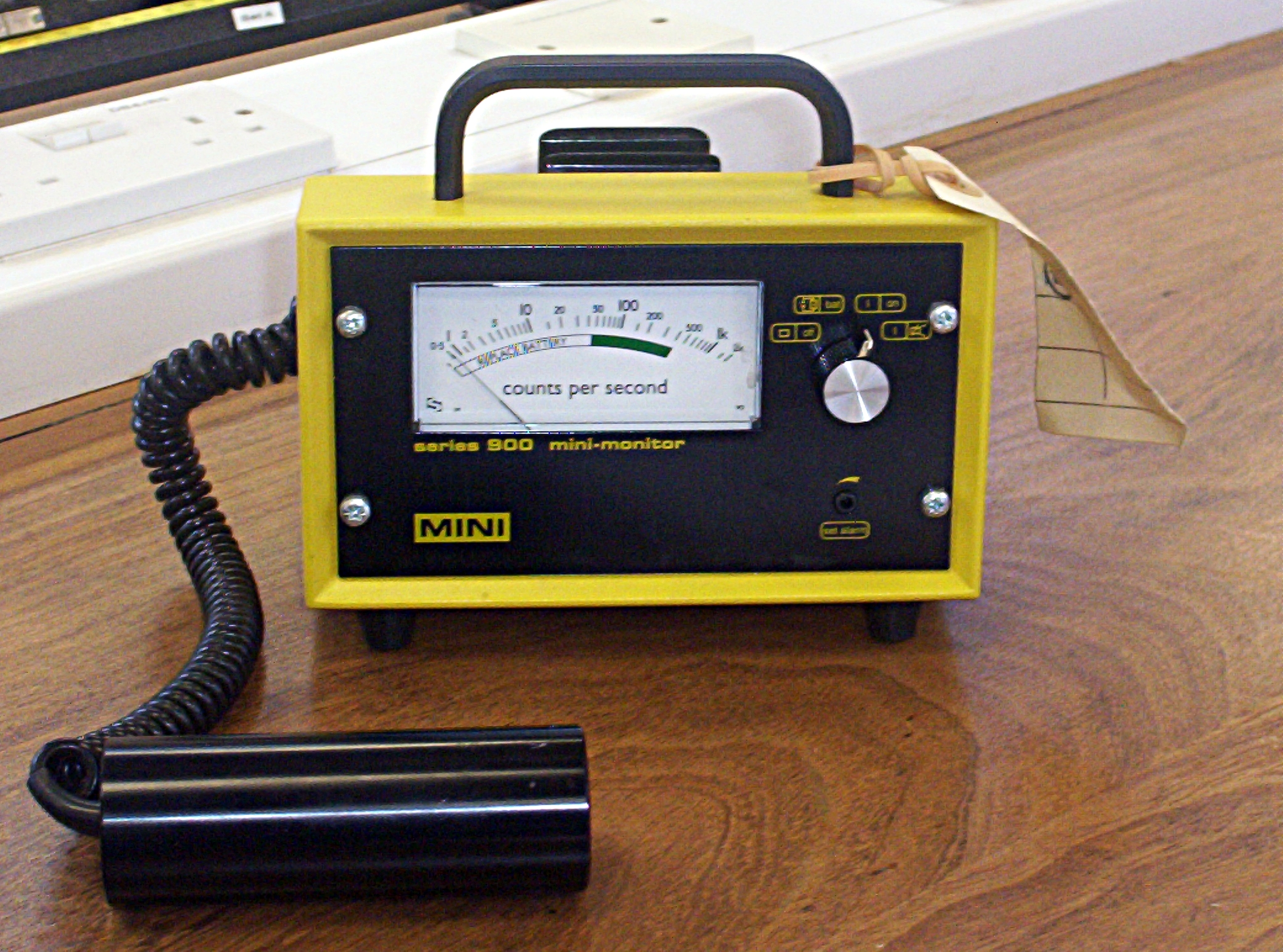
Fotografie moderního počítače

Účinnost takového počítače by však byla mizivá, protože nabité částice by měly velmi malou pravděpodobnost nárazu do částic plynu. Proto se spoléhá na to, že se jich většina zachytí na stěnách trubice, která je proto vyrobena z kovu s vysokým atomovým číslem. Účinnost se ale stejně nezvýší na hodnoty vyšší než 1-2 %. Geigerovy-Müllerovy počítače se proto využívají pro svou jednoduchost při méně náročných měřeních, nicméně nelze se příliš spoléhat na jejich přesnost.

## Kosmonautika
V roce 1958 byly Geigerovy počítače nainstalovány na družice programu Explorer. Již první z nich se dostala nečekaně na vyšší než plánovanou dráhu. Analýzou dat z Exploreru 1 byly objeveny Van Allenovy radiační pásy. Jejich objev byl označen jako velký přínos Mezinárodního geofyzikálního roku. Obdobné detektory měli o rok dříve Sověti na Sputniku 2, nicméně údaje nebyly správně interpretovány.